# Plasmodium schwetzi
 (août 2018).
Si vous disposez d'ouvrages ou d'articles de référence ou si vous connaissez des sites web de qualité traitant du thème abordé ici, merci de compléter l'article en donnant les références utiles à sa vérifiabilité et en les liant à la section « Notes et références ».
Espèce
Plasmodium schwetzi est un protozoaires parasites de la famille des Plasmodiidae.

## Description
Comme toutes les espèces du genre Plasmodium, Plasmodium schwetzi possède à la fois des hôtes vertébrés (mammifères) et des insectes. 
Il a été décrit pour la première fois par Reichenow en 1920 chez des singes au Cameroun. Il ressemble à la fois à Plasmodium vivax et à Plasmodium ovale.